# 諾里利夫
49°56′28″N 26°13′47″E / 49.94111°N 26.22972°E
諾里利夫（烏克蘭語：Норилів），是烏克蘭西部的村莊，隸屬赫梅利尼茨基州的舍佩蒂夫卡區。該村面積0.13平方公里，海拔高度247米，2001年人口249，人口密度每平方公里1,960.6人。